# Чемпионат России по плаванию на короткой воде 2022
Чемпионат России по плаванию на короткой воде 2022 прошёл с 20 по 25 ноября в Казани во Дворце водных видов спорта. Соревнования проводились в рамках II этапа комплексных международных соревнований по плаванию, синхронному плаванию и прыжкам в воду «Игры дружбы». Чемпионат проводился на фоне отстранения FINA спортсменов из России и Беларуси от международных соревнований.
Было заявлено участие 1098 спортсменов из 22 стран: России, Армении, Боснии и Герцеговины, Беларуси, Брунея, Ганы, Казахстана, Лаоса, Мадагаскара, Монголии, Черногории, Намибии, Нигерии, Палестины, ЮАР, Руанды, Соломоновых островов, Судана, Сирии, Тонги, Таджикистана, Уганды.
Москвич Климент Колесников завоевал больше всех золотых медалей — пять. Дарья С. Устинова (Санкт-Петербург) выиграла больше всех медалей — 10 (4 золотых, 2 серебряных, 4 бронзовых).
На чемпионате было установлено более 25 рекордов, включая один мировой: Климент Колесников на дистанции 50 метров на спине — 22.11.

## Призёры

### Мужчины
| Дисциплины                       | Золото | Золото   | Серебро | Серебро  | Бронза | Бронза   |
| -------------------------------- | --- | -------- | --- | -------- | --- | -------- |
| 50 м вольным стилем              | Александр Обшаров Татарстан                                                                                             | 21.21    | Даниил Марков Новосибирская область                                                                                   | 21.24    | Андрей Минаков Санкт-Петербург                                                                                               | 21.31    |
| 100 м вольным стилем             | Климент Колесников Москва                                                                                               | 45.66    | Андрей Минаков Татарстан                                                                                              | 46.56    | Иван Гирёв Московская обл. — Тульская обл.                                                                                   | 47.03    |
| 200 м вольным стилем             | Иван Гирёв Московская обл. — Тульская обл.                                                                              | 1:42.83  | Александр Щёголев Санкт-Петербург                                                                                     | 1:43.50  | Михаил Вековищев Калужская область                                                                                           | 1:43.75  |
| 400 м вольным стилем             | Даниил Шаталов Москва                                                                                                   | 3:40.36  | Александр Егоров Москва                                                                                               | 3:42.53  | Денис Адеев Удмуртия | 3:43,48  |
| 800 м вольным стилем             | Александр Степанов Московская обл. — Ярославская обл.                                                                   | 7:39.65  | Александр Егоров Москва                                                                                               | 7:41.40  | Андрей Филипец Ростовская область                                                                                            | 7:41.43  |
| 1500 м вольным стилем            | Александр Степанов Московская обл. — Ярославская обл.                                                                   | 14:37.40 | Иван Моргун Волгоградская область                                                                                     | 14:41.90 | Александр Егоров Москва | 14:45.77 |
| 50 м на спине                    | Климент Колесников Москва                                                                                               | 22.11 РМ | Павел Самусенко Мурманская область                                                                                    | 22.85    | Евгений Рылов Московская область-1                                                                                           | 23.16    |
| 100 м на спине                   | Климент Колесников Москва                                                                                               | 49.82    | Павел Самусенко Мурманская область                                                                                    | 50.01    | Евгений Рылов Московская область-1                                                                                           | 50.03    |
| 200 м на спине                   | Евгений Рылов Московская область-1                                                                                      | 1:50.32  | Алексей Ткачёв Санкт-Петербург                                                                                        | 1:50.79  | Павел Самусенко Мурманская область                                                                                           | 1:51.05  |
| 50 м брассом                     | Кирилл Пригода Санкт-Петербург                                                                                          | 25.98    | Кирилл Стрельников Москва                                                                                             | 26.03    | Данил Семьянинов Москва | 26.08    |
| 100 м брассом                    | Данил Семьянинов Москва                                                                                                 | 56.25    | Кирилл Пригода Санкт-Петербург                                                                                        | 56.54    | Антон Чупков Москва | 57.34    |
| 200 м брассом                    | Кирилл Пригода Санкт-Петербург                                                                                          | 2:02.70  | Данил Семьянинов Москва                                                                                               | 2:02.86  | Михаил Доринов Нижегородская область                                                                                         | 2:03.19  |
| 50 м баттерфляем                 | Андрей Минаков Санкт-Петербург                                                                                          | 22.30    | Роман Шевляков Санкт-Петербург                                                                                        | 22.52    | Павел Пахомов Москва | 22.62    |
| 100 м баттерфляем                | Андрей Минаков Санкт-Петербург                                                                                          | 49.92    | Роман Шевляков Санкт-Петербург                                                                                        | 50.07    | Пётр Жихарев Москва | 50.09    |
| 200 м баттерфляем                | Александр Харланов Пензенская область                                                                                   | 1:50.44  | Александр Кудашев Самарская область                                                                                   | 1:51.35  | Егор Павлов Пензенская область                                                                                               | 1:51.37  |
| 100 м комплексное плавание       | Егор Корнев Санкт-Петербург                                                                                             | 52.33    | Сергей Фесиков ЯНАО — Калужская область                                                                               | 52.60    | Андрей Жилкин Москва | 52.64    |
| 200 м комплексное плавание       | Илья Бородин Брянская область                                                                                           | 1:53.42  | Алексей Сударев Свердловская область                                                                                  | 1:53.91  | Максим Ступин Москва | 1:54.14  |
| 400 м комплексное плавание       | Илья Бородин Брянская область                                                                                           | 3:58.08  | Максим Ступин Москва                                                                                                  | 4:05.56  | Алексей Сударев Свердловская область                                                                                         | 4:08.32  |
| Эстафета 4×50 м вольным стилем   | Москва Климент Колесников (20.88) Владислав Гринёв (21.11) Пётр Жихарев (21.46) Илья Шевченко (21.33)                   | 1:24.70  | Санкт-Петербург Роман Шевляков (21.27) Кирилл Пригода (21.70) Даниил Косенков (22.04) Василий Кукушкин (21.52)        | 1:26.53  | Новосибирская область Александр Боровцов (21.81) Арсений Десятов (21.64) Александр Шумилов (21.97) Максим Абловацкий (21.52) | 1:26.94  |
| Эстафета 4×100 м вольным стилем  | Санкт-Петербург Андрей Минаков (46.62) Егор Корнев (47.29) Александр Щёголев (46.39) Роман Шевляков (47.57)             | 3:07.87  | Калужская область Владислав Герасименко (48.04) Сергей Фесиков (46.95) Антон Волошин (48.09) Михаил Вековищев (46.56) | 3:09.64  | Новосибирская область Даниил Марков (47.52) Максим Абловацкий (47.01) Арсений Десятов (47.61) Александр Шумилов (47.66)      | 3:09.80  |
| Эстафета 4×200 м вольным стилем  | Москва Даниил Шаталов (1:43.70) Михаил Довгалюк (1:45.57) Андрей Жилкин (1:46.37) Пётр Жихарев (1:43.36)                | 6:59.00  | Московская область—1 Роман Акимов (1:44.88) Андрей Витряк (1:49.26) Евгений Рылов (1:44.81) Иван Гирёв (1:42.76)      | 7:01.71  | Свердловская область Александр Борзов (1:48.64) Алексей Сударев (1:46.93) Иван Кузьмин (1:48.86) Савелий Лузин (1:45.31)     | 7:09.74  |
| Комбинированная эстафета 4×50 м  | Калужская область Сергей Фесиков (23.77) Андрей Николаев (26.05) Михаил Вековищев (22.15) Владислав Герасименко (21.51) | 1:33.48  | Москва Степан Калабин (24.18) Данил Семьянинов (25.76) Пётр Жихарев (22.28) Илья Шевченко (21.29)                     | 3:21.51  | Татарстан Николай Зуев (24.15) Вячесав Мальковский (26.75) Александр Обшаров (22.37) Алексей Мерзляков (21.90)               | 1:35.17  |
| Комбинированная эстафета 4×100 м | Москва Климент Колесников (49.00) Данил Семьянинов (56.41) Пётр Жихарев (49.53) Владислав Гринёв (46.62)                | 3:21.56  | Санкт-Петербург Алексей Ткачёв (52.03) Кирилл Пригода (56.74) Андрей Минаков (50.13) Егор Корнев (47.66)              | 3:26.56  | Московская область—1 Евгений Рылов (50.21) Максим Троценко (57.61) Герман Зажирский (52.16) Иван Гирёв (46.82)               | 3:26.80  |

### Женщины
| Дисциплины                       | Золото | Золото      | Серебро | Серебро  | Бронза | Бронза   |
| -------------------------------- | --- | ----------- | --- | -------- | --- | -------- |
| 50 м вольным стилем              | Мария Каменева Калужская область                                                                                             | 23.35       | Арина Суркова Новосибирская область                                                                                           | 23.92    | Дарья С. Устинова Санкт-Петербург                                                                                       | 24.24    |
| 100 м вольным стилем             | Мария Каменева Калужская область                                                                                             | 51.79 РР    | Арина Суркова Новосибирская область                                                                                           | 53.04    | Дарья С. Устинова Санкт-Петербург                                                                                       | 53.17    |
| 200 м вольным стилем             | Валерия Саламатина Татарстан                                                                                                 | 1:55.55     | Анна Егорова ХМАО-Югра — Калининградская обл.                                                                                 | 1:55.89  | Дарья Муллакаева МоскваДарья С. Устинова Санкт-Петербург                                                                | 1:56.35  |
| 400 м вольным стилем             | Анна Егорова ХМАО-Югра — Калининградская обл.                                                                                | 4:00.09     | Валерия Саламатина Татарстан                                                                                                  | 4:05.93  | Софья Дьякова Татарстан                                                                                                 | 4:08.93  |
| 800 м вольным стилем             | Анна Егорова ХМАО-Югра — Калининградская обл.                                                                                | 8:19.03     | Валерия Саламатина Татарстан                                                                                                  | 8:22.56  | Маргарита Ершова Волгоградская область                                                                                  | 8:23.41  |
| 1500 м вольным стилем            | Маргарита Ершова Волгоградская область                                                                                       | 15:55.31    | Полина Козякина Волгоградская область                                                                                         | 16:07.40 | Яна Курцева Волгоградская область                                                                                       | 16:14.03 |
| 50 м на спине                    | Мария Каменева Калужская область                                                                                             | 25.60       | Дарья Васькина Москва | 26.79    | Александра Курилкина Санкт-Петербург                                                                                    | 26.89    |
| 100 м на спине                   | Мария Каменева Калужская область                                                                                             | 56.23       | Анастасия Дуплинская Новосибирская область                                                                                    | 57.97    | Дарья Васькина Москва                                                                                                   | 58.48    |
| 200 м на спине                   | Влада Егги Санкт-Петербург                                                                                                   | 2:06.08     | Анастасия Дуплинская Новосибирская область                                                                                    | 2:06.27  | Валерия Егорова Новгородская обл. — Калининградская обл.                                                                | 2:07.21  |
| 50 м брассом                     | Ника Годун Москва | 29.71       | Елена Богомолова Нижегородская область                                                                                        | 29.80    | Евгения Чикунова Санкт-Петербург                                                                                        | 29.85    |
| 100 м брассом                    | Евгения Чикунова Санкт-Петербург                                                                                             | 1:03.53     | Ника Годун Москва | 1:03.71  | Татьяна Белоногофф Московская область-1                                                                                 | 1:04.85  |
| 200 м брассом                    | Евгения Чикунова Санкт-Петербург                                                                                             | 2:14.70. РЕ | Виталина Симонова Новосибирская область                                                                                       | 2:19.19  | Ника Годун Москва | 2:19.94  |
| 50 м баттерфляем                 | Арина Суркова Новосибирская область                                                                                          | 24.84       | Анита Грищенко Новосибирская область                                                                                          | 25.45    | Дарья Клепикова Воронежская область                                                                                     | 25.69    |
| 100 м баттерфляем                | Арина Суркова Новосибирская область                                                                                          | 56.30       | Дарья Клепикова Воронежская область                                                                                           | 57.43    | Светлана Чимрова Санкт-Петербург                                                                                        | 57.61    |
| 200 м баттерфляем                | Анастасия Маркова Вологодская область                                                                                        | 2:06.49     | Анастасия Колпакова Татарстан                                                                                                 | 2:09.79  | Дарья Лунина Москва | 2:10.99  |
| 100 м комплексное плавание       | Ника Годун Москва | 58.68       | Яна Шакирова Санкт-Петербург                                                                                                  | 59.56    | Ирина Шваева Санкт-Петербург                                                                                            | 1:00.24  |
| 200 м комплексное плавание       | Яна Шакирова Санкт-Петербург                                                                                                 | 2:09.66     | Анна Чернышёва Московская область-1                                                                                           | 2:11.08  | Маргарита Дрямина Удмуртия                                                                                              | 2:11.69  |
| 400 м комплексное плавание       | Анна Чернышёва Московская область-1                                                                                          | 4:36.71     | Анастасия Сорокина Краснодарский край                                                                                         | 4:42.76  | Таисия Колесникова Санкт-Петербург                                                                                      | 4:43.39  |
| Эстафета 4×50 м вольным стилем   | Санкт-Петербург Александра Курилкина (24.75) Дарья С. Устинова (24.11) Дарья Татаринова (24.41) Александра Кузнецова (24.54) | 1:37.81     | Москва Розалия Насретдинова (24.51) Анна Комарова (24.66) Варвара Чемисова (25.76) Елизавета Сусорова (25.02)                 | 1:39.95  | Татарстан Дарья Черемина (26.25) Ирина Злобина (24.96) Дарья Котова (26.40) Олеся Корчагина (24.66)                     | 1:42.27  |
| Эстафета 4×100 м вольным стилем  | Санкт-Петербург Александра Курилкина (53.82) Дарья С. Устинова (52.69) Ирина Шваева (55.52) Яна Шакирова (54.01)             | 3:36.04     | Москва Анна Комарова (55.47) Дарья Муллакаева (53.40) Розалия Насретдинова (54.42) Елизавета Сусорова (54.29)                 | 3:37.58  | Новосибирская область Арина Суркова (53.50) Анита Грищенко (54.76) Виктория Старостина (55.82) Дарья Трофимова (53.50)  | 3:37.58  |
| Эстафета 4×200 м вольным стилем  | Татарстан Софья Дьякова (1:58.12) Дарья К. Устинова (2:00.54) Анастасия Колпакова (1:59.04) Валерия Саламатина (1:54.78)     | 7:52.48     | Санкт-Петербург Дарья С. Устинова (1:56.64) Александра Кузнецова (1:59.22) Валерия Козлова (1:59.57) Влада Егги (2:00.40)     | 7:55.83  | Москва Дарья Муллакаева (1:57.57) Варвара Чемисова (2:00.23) Анастасия Журавлёва (2:00.50) Елизавета Сусорова (2:01.55) | 7:59.85  |
| Комбинированная эстафета 4×50 м  | Новосибирская область Арина Суркова (27.03) Виталина Симонова (29.89) Анита Грищенко (25.14) Дарья Трофимова (24.57)         | 1:46.63     | Санкт-Петербург Александра Курилкина (27.14) Евгения Чикунова (29.39) Александра Кузнецова (26.76) Дарья С. Устинова (23.70)  | 1:46.99  | Москва Варвара Чемисова (28.11) Ульяна Жданова (30.36) Анастасия Журавлёва (26.17) Розалия Насретдинова (24.33)         | 1:48.97  |
| Комбинированная эстафета 4×100 м | Санкт-Петербург Влада Егги (28.15) Евгения Чикунова (30.18) Светлана Чимрова (57.10) Дарья С. Устинова (53.69)               | 3:52.79     | Новосибирская область Анастасия Дуплинская (58.44) Виталина Симонова (1:05.00) Анита Грищенко (57.57) Дарья Трофимова (53.46) | 3:54.47  | Москва Дарья Васькина (58.51) Ника Годун (1:03.65) Анастасия Журавлёва (59.08) Дарья Муллакаева (54.04)                 | 3:55.28  |

### Смешанные дисциплины
| Дисциплины                      | Золото | Золото  | Серебро | Серебро | Бронза | Бронза  |
| ------------------------------- | --- | ------- | --- | ------- | --- | ------- |
| Эстафета 4×50 м вольным стилем  | Москва Илья Шевченко (22.00) Владислав Гринёв (21.23) Розалия Насретдинова (24.19) Елизавета Сусорова (24.78)     | 1:32.20 | Татарстан Александр Обшаров (21.57) Алексей Мерзляков (21.79) Ирина Злобина (24.96) Олеся Корчагина (24.33)     | 1:32.65 | Санкт-Петербург Андрей Минаков (21.33) Александр Щёголев (21.58) Дарья Татаринова (25.74) Дарья С. Устинова (24.91)      | 1:33.56 |
| Комбинированная эстафета 4×50 м | Санкт-Петербург Павел Татаренко (24.35) Кирилл Пригода (25.55) Светлана Чимрова (25.69) Дарья С. Устинова (23.87) | 1:39.46 | Москва Степан Калабин (24.14) Данил Семьянинов (25.86) Анастасия Журавлёва (26.16) Розалия Насретдинова (24.30) | 1:40.36 | Калужская область Мария Каменева (26.46) Андрей Николаев (26.32) Владислав Герасименко (23.23) Полина Иванушкина (25.08) | 1:41.09 |

Комбинированную эстафету 4×50 м выиграла команда Беларуси (Виктор Стаселович — 23.89, Анастасия Кулешова — 25.50, Илья Шиманович — 25.04, Настасья Караковская — 24.20) — 1:38.63.